# Oranje-Nassau III

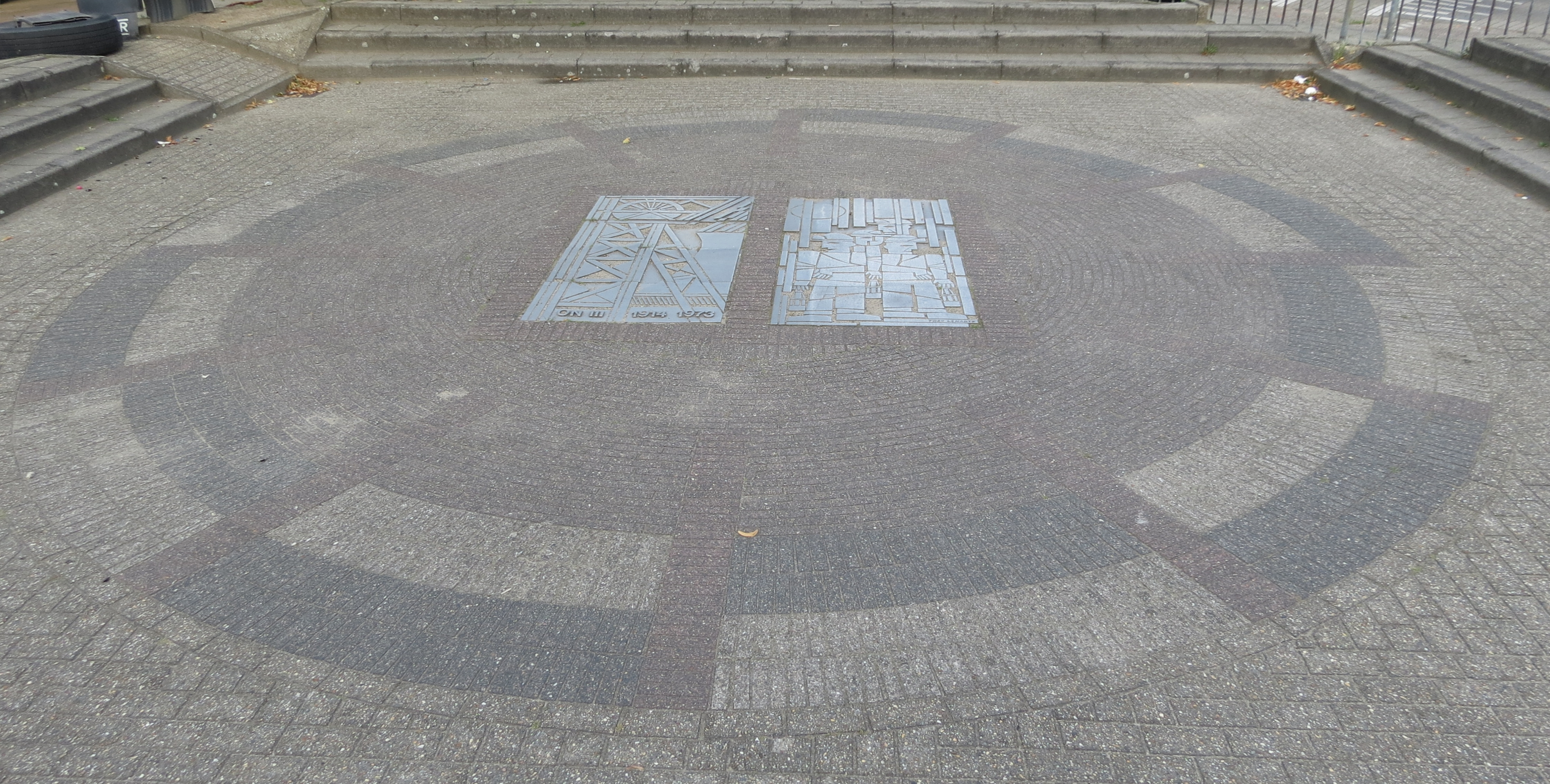
Afgedekte schachtlocatie ON III

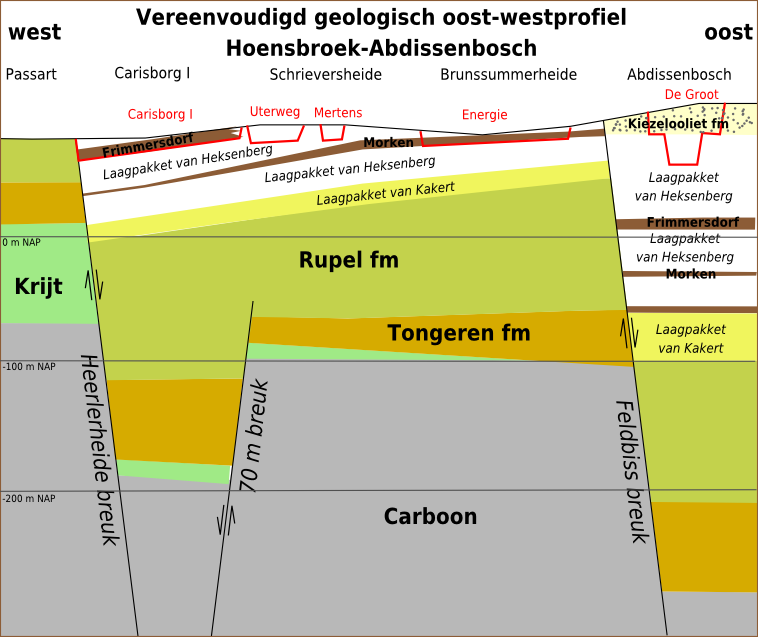

De Oranje-Nassau III was een particuliere kolenmijn van de Oranje-Nassaumijnen gelegen te Heerlerheide waar steenkool werd ontgonnen in het Zuid-Limburgs steenkoolbekken. De kolenmijn was in productie van 1917 t/m 1973. Op 3 augustus 1973 werd de laatste kolenwagen naar boven gehaald en de productie beïndigd. De sloop van de mijn begon begin 1974. Sinds 2007 worden de watergevulde mijngangen gebruikt voor aardwarmte door Mijnwater b.v.

## Geschiedenis
Heerlerheide is bekend vanwege de steenkolenmijn Oranje-Nassau III.
Aan het begin van de twintigste eeuw was de Franse Lotharingse familie de Wendel op zoek naar vetkool voor zijn hoogovens. Friedrich Honigmann wilde na de dood van zijn beide compagnons (Henri Sarolea in 1900 en broer Carl Honigmann in 1903) de Oranje Nassaumijnen van de hand doen en zich helemaal gaan richten op zijn nieuwe steenkoolvondst in Hückelhoven. François de Wendel stuurde ingenieur Jean Gaston Delorthe naar Heerlen om onderzoek te verrichten, maar Honigmann hield de boringen in het noordveld geheim, Delorthe had alleen maar de openbare boringen van Willem van Waterschoot van der Gracht uit het aangrenzende Emmaveld, waar dikke vetkoollagen waren aangetoond. Daaruit concludeerde Delorthe dat in het noordveld Oranje Nassau grote vetkoolreserves moesten liggen. Op basis hiervan ging de Wendel in 1908 voor vijf miljoen gulden over tot de aankoop van de Oranje Nassaumijnen. Direct na de aankoop werd een verkenningsboring in Heerlerheide gezet die een groot aantal vetkoollagen doorboorde. In 1911 werd de Staatsmijn Emma in het aangrenzende Hoensbroek geopend en ook dit bleek een goede vetkoolmijn te zijn. In 1912 startte de Wendel met de aanleg van de ON III in Heerlerheide, de schacht werd in 1913 afgediept, de steenkoolproductie startte in 1914. In eerste instantie werd de nieuwe schacht van de ON III als luchtschacht gebruikt en kwam het personeel via de ON I naar de pijlers, de Eerste Wereldoorlog en de moeizame doorkruising van Heerlerheidebreuk zorgde voor jarenlange vertraging bij de ontginning van de vetkool in het ON noordveld. De aangetroffen sterke plooiingen en extra breuken halveerde ook nog de oorspronkelijk berekende vetkoolreserve. De Wendel had daarmee een kat in de zak gekocht. De nieuwe eigenaar probeerde tevergeefs nog een andere koper te vinden. Sindsdien is het voorafgaand aan overname van mijnen gebruikelijk om door middel van uitgebreide boringen een waardeberekening van de voorraden uit te voeren (due diligence). De luchtschacht in Heksenberg werd in 1919 voltooid en in 1925 werd deze het centrum van de nieuwe mijnzetel Oranje-Nassau IV. De moeizame vetkoolontginning in de ON III die uiteindelijk in 1920 een aanvang nam, werd al weer in 1928 gestaakt. De aandacht werd nu verlegd naar magerkool die in grote hoeveelheden beschikbaar was, maar ongeschikt voor de hoogovens van de Wendel. De misser van Delorthe had geen gevolgen voor zijn carrière bij de Wendel, hij werd aangesteld tot mededirecteur van de Oranje Nassaumijnen, en na zijn eervol aftreden in maart 1929 bleef hij nog tot aan zijn dood in 1930 lid van de raad van commissarissen van de Wendel. In 1932 werd een aandeel verworven in de cokesfabriek ACZC in Sluiskil waarvoor opnieuw weer vetkool uit het ONIII noordveld gewonnen werd, de cokes uit Sluiskil werd gebruikt in de hoogoven van de Wendel in Hayange.

## Einde
De aankondiging van de mijnsluitingen in 1965 leidde in februari 1967 tot de samenvoeging van ON IV en ON III, waarbij de schacht van de ON IV weer ging functioneren als luchtschacht. De laatste steenkool kwam in augustus 1967 in Heksenberg naar boven en het bovengrondse bedrijf van de ON IV werd  in 1968 ontmanteld. De steenkoolproductie van antraciet vanuit de ON III-schacht bleef nog volop draaien, maar op 3 augustus 1973 werd ook hier de laatste kolenwagen van de gecombineerde ON III/IV naar boven gehaald en sloot de mijn. De schachtbok van de ON IV werd op dezelfde dag al gesloopt, in 1974 volgden de schachtbok en overige gebouwen in Heerlerheide. De basisschool Mijn Spoor in de wijk Rennemig ligt bij de plek van de oude ON III-mijnschacht, welke nog steeds op het schoolplein met twee dekplaten te zien is.
De mijn had twee steenbergen, waarvan de oudste ten zuidwesten van de mijnschacht was opgeworpen en ten noordwesten de jongste, de Koumenberg. Na de mijnsluiting werd de oude steenberg afgevlakt waardoor er niets meer in het landschap te zien is. Ter plaatse is het zuidelijk deel van de buurt Groot Rennemig op de plaats gebouwd. De jongste mijnberg werd behouden, al werd de heuvel iets afgevlakt, en op de heuvel een wandelpark aangelegd.
In 2005 werd de "Opsporingsvergunning voor aardwarmte Heerlen" verleend door de Minister van Economische zaken. Het plan was om het mijnwater (met een temperatuur van 30 °C) te gebruiken als warmtebron. Met succes werden in 2006 twee precisieboringen uitgevoerd die vanaf het oppervlak de watervoerende oude mijngangen van de ON III op 700 m diepte bereikten. Sinds oktober 2008 is de aardwarmtecentrale in werking. In 2023 werd een derde mijngang aangeboord.